# Cascajal Grande
Cascajal Grande är en ort i Mexiko.   Den ligger i kommunen San Juan Evangelista och delstaten Veracruz, i den sydöstra delen av landet, 500 km öster om huvudstaden Mexico City. Cascajal Grande ligger 74 meter över havet och antalet invånare är 386.
Terrängen runt Cascajal Grande är platt. Runt Cascajal Grande är det ganska tätbefolkat, med 67 invånare per kvadratkilometer. Närmaste större samhälle är Acayucan, 19,5 km öster om Cascajal Grande. Omgivningarna runt Cascajal Grande är en mosaik av jordbruksmark och naturlig växtlighet.